# Kåsjö
Kåsjö is een plaats in de gemeente Ljusdal in het landschap Hälsingland en de provincie Gävleborgs län in Zweden. De plaats heeft 55 inwoners (2005) en een oppervlakte van 20 hectare.